# Prosthogonimus ovatus
Espèce
Prosthogonimus ovatus est une espèce de trématodes de la famille des Prosthogonimidae.